# رابسون ۱۱۵۴۴۹
سیارک ۱۱۵۴۴۹ (به انگلیسی: 115449 Robson، نامگذاری:2003TG10) صد و پانزده هزار و چهارصد و چهل و نهمین سیارک کشف شده‌است که در ۱۴ اکتبر ۲۰۰۳ کشف شد.